# Peratodactyla
Peratodactyla là một chi bướm đêm thuộc họ Geometridae.